# Ellisella quadrilineata
Ellisella quadrilineata is een zachte koraalsoort uit de familie Ellisellidae. De koraalsoort komt uit het geslacht Ellisella. Ellisella quadrilineata werd in 1910 voor het eerst wetenschappelijk beschreven door Simpson. 